# Álvaro Rafael González
Álvaro Rafael González Luengo (Montevideo, 1984. október 29. –) uruguayi válogatott labdarúgó, a Defensor játékosa.

## Sikerek
Boca Juniors
- Argentin bajnok (1): 2008 (Apertura)
- Recopa Sudamericana (1): 2008

Lazio
- Olasz kupagyőztes (1): 2012–13

Uruguay
- Copa América (1): 2011

## Fordítás
Ez a szócikk részben vagy egészben  az   Álvaro Rafael González című angol Wikipédia-szócikk fordításán alapul.  Az eredeti cikk szerkesztőit annak laptörténete sorolja fel. Ez a jelzés csupán a megfogalmazás eredetét és a szerzői jogokat jelzi, nem szolgál a cikkben szereplő információk forrásmegjelöléseként.